# Europa (roman de Gary)
Pour les articles homonymes, voir Europa.
Europa est un roman de Romain Gary publié le 27 avril 1972 aux éditions Gallimard.

## Éditions
- Europa, éditions Gallimard, 1972,  (ISBN 2070107418).

## Adaptation
Europa est adapté au théâtre par René Kalisky en 1995.